# La Vera (San Juan de la Rambla)
La Vera es una de las entidades de población que conforman el municipio de San Juan de la Rambla, en la isla de Tenerife —Canarias, España—.

## Características
Está situada a 2 kilómetros de la capital municipal, a una altitud media de 1.138 m s. n. m., si bien el área urbana se localiza a unos 500 m s. n. m.
Está formado por los núcleos de Fuente del Bardo y La Vera.
La Vera cuenta con varias plazas públicas, un parque infantil, ermita, polideportivo y con una Casa de la Juventud, así como con algunos pequeños comercios.
Gran parte de la superficie de la localidad se halla protegida en los espacios naturales del Parque nacional del Teide, del Parque natural de la Corona Forestal, del Paisaje protegido de Campeches, Tigaiga y Ruiz y del Sitio de interés científico del Barranco de Ruiz.

## Historia
El 22 de febrero de 2001 es bendecida e inaugurada la ermita del barrio, construida por iniciativa vecinal.

## Demografía
| Año        | 2000  | 2001  | 2002  | 2003  | 2004  | 2005  | 2006  | 2007  | 2008  | 2009  | 2010  | 2011  | 2012  | 2013  |
| ---------- | ----- | ----- | ----- | ----- | ----- | ----- | ----- | ----- | ----- | ----- | ----- | ----- | ----- | ----- |
| Habitantes | 1.069 | 1.159 | 1.214 | 1.217 | 1.201 | 1.186 | 1.181 | 1.074 | 1.113 | 1.130 | 1.135 | 1.140 | 1.142 | 1.145 |

| Núcleo           | Habitantes |
| ---------------- | ---------- |
| Fuente del Bardo | 34         |
| La Vera          | 1.111      |

## Comunicaciones
Se accede al barrio principalmente a través de la Carretera TF-342 de Los Realejos a Icod por La Guancha.

### Transporte público
En autobús —guagua— queda conectado mediante la siguiente línea de TITSA:
| Línea | Trayecto                                               | Recorrido     |
| ----- | ------------------------------------------------------ | ------------- |
| 354   | Puerto de la Cruz - Icod de los Vinos (por La Guancha) | Horario/Línea |

## Lugares de interés
- Lavaderos de La Vera
- Mirador El Mazapé
- Zona recreativa La Tahona